# Washington County, Idaho

För andra countyn med samma namn, se Washington County.  
 Washington County är ett county i västra delen av delstaten Idaho.  Den administrativa huvudorten (county seat) är Weiser som ligger ca 100 km nordväst om delstatens huvudstad Boise och omedelbart öster om gränsen till delstaten Oregon. Countyt har fått sitt namn efter George Washington, USA:s förste president. 

## Geografi
Enligt United States Census Bureau så har countyt en total area på 3 816 km². 3 772 km² av den arean är land och 45 km² är vatten. 

### Angränsande countyn
- Adams County - nord
- Gem County - öst
- Payette County - syd
- Malheur County, Oregon - sydväst
- Baker County, Oregon - väst

### Orter
- Cambridge
- Midvale
- Weiser (huvudort)